# Élections locales écossaises de 2003 à Stirling
Pour un article plus général, voir Élections locales écossaises de 2003.

Les élections locales écossaises de 2003 à Stirling se sont tenues le 1er mai 2003.

## Composition du conseil
Majorité absolue : 12 sièges
| Parti        | Sièges  |
| ------------ | ------- |
| Travailliste | 12 / 22 |
| Conservateur | 10 / 22 |